# Amy Krouse Rosenthal
Amy Krouse Rosenthal (Chicago, 29 d'abril de 1965 – Chicago, 13 de març de 2017) va ser una escriptora nord-americana, tant en literatura infantil com per a adults, realitzadora de curtmetratges i exlocutora de ràdio. Va ser més coneguda pel seu llibre autobiogràfic Enciclopèdia d'una Vida Normal, els seus llibres il·lustrats infantils i el projecte fílmic La trucada d'Encantadora. Va ser una escriptora prolífica, havent publicat més de 30 llibres per a infants des de l'any 2005. Va ser l'única autora que va tenir tres de les seves obres en la llista Best Children's Books for Family Literacy (Els Millors Llibres Infantils per a la Alfabetització Familiar) al mateix temps. És una contribuent al National Public Radio (NPR) de Chicago, afiliada a la radio pública WBEZ i a les xerrades TED.

## Llibres
Amy Krouse Rosenthal va escriure tant per a infants com per a adults.

El New York Times ha qualificat els seus llibres de "fabulosos"
| «              | Seus llibres irradien diversió en la mateixa manera que les tulipes irradien primavera: són elegants i alcen l'esperit. Entre els seus talents hi és la capacitat d'agafar que en altres mans podria haver estat un argument feble — un porquet que odia ser desordenat, en el cas de Little Oink; una jove cullera desitjosa de ser una forquilla, un ganivet o un escuradents, a Spoon— i esprémer tota mena de variacions enginyoses i astutes ... Millor encara, els seus acudits sonen a la manera i forma d'entendre dels infants. | » |
| — Bruce Handy, | |   |

La seva biografia alfabetitzada Enciclopèdia d'una Vida Normal (publicat en 2005) és el seu llibre més reeixit dirigit a un públic adult. Va ser inclòs en el top deu de biografies de la dècada per Amazon. Al 2010, l'edició matutina de la Ràdio Nacional Pública va parlar sobre Enciclopèdia d'una Vida Normal: 
| «              | No hi ha manera de confondre Enciclopedia de una Vida Normal de Amy Krouse Rosenthal amb cap altra biografia. Fins que la vaig tornar a llegir recentment, havia oblidat el plaer que fou passar una estona amb aquesta persona que se auto-descriu com "normal", aprenent les seves peculiaritats i les seves dificultats, els seus gustos, les seves aventures quotidianes, o no (incloent-hi l'enginyosa forma amb què va intentar lliurar-se d'una multa d'aparcament - Us agradarà, creieu-me). Tot està organitzat de forma enciclopèdica. Desde la A ("Amy", "Ansietat, Coses que em Fan ser Jo", "Ayn Rand") fins a la T ("Tu"), amb l'apropiada cruïlla de referències i ingenyioses il·lustracions per complementar el text. | » |
| — Nancy Pearl, | |   |

La seva seqüela, Llibre de Text va ser publicat per Dutton Penguin Random House el 9 d'agost de 2016. És el primer llibre que inclou un component interactiu per a missatges de text.
Juntament amb el seu treball per a infants i per a adults, Rosenthal va publicar una col·lecció de diaris íntims (deu títols en total) que incloïen L'Enciclopèdia sobre Mi: La meva Vida de la A a la Z i El Diari de la Panxa: Un diari de nou mesos per a tu i la teva panxa que creix

## Pel·lícules
Rosenthal va realitzar curtmetratges utilitzant el seu mòbil o la seva càmera Flip. Alguns d'aquests vídeos conviden a una major interacció per part dels espectadors, uns altres són experiments socials o es basen en altres vídeos per fer alguna cosa completament nova. Els seus curtmetratges inclouen: 17 Things I Made, Today is a Gift, ATM: Always Trust Magic, The Kindness Thought Bubble, The Money Tree i The Beckoning of Lovely.

## Vida personal
Rosenthal va viure a Chicago i va ser mare de tres nens. Al 2017, va anunciar que tenia càncer terminal d'ovaris, a través d'un assaig a la columna «Modern Love» (Amor Modern) a The New York Times. L'objectiu de l'article, escrit com d'un perfil de cites en línia, era ajudar el seu espòs a trobar parella una vegada que morís. Va ser publicat per diferents fonts en línia i es va fer viral ràpidament. Va morir als 51 anys a Chicago el 13 de març de 2017.